# Dictyophleba stipulosa
Dictyophleba stipulosa är en oleanderväxtart som först beskrevs av Spencer Le Marchant Moore och Herbert Fuller Wernham, och fick sitt nu gällande namn av Marcel Pichon. Dictyophleba stipulosa ingår i släktet Dictyophleba och familjen oleanderväxter. Inga underarter finns listade i Catalogue of Life.